# Symplocos tenuifolia
Symplocos tenuifolia là một loài thực vật có hoa trong họ Dung. Loài này được Brand miêu tả khoa học đầu tiên.